# Shire of Nungarin
Nungarin är en region i Australien.   Den ligger i delstaten Western Australia, i den västra delen av landet, 2 900 km väster om huvudstaden Canberra. Antalet invånare är 228.
Följande samhällen finns i Nungarin:
- Nungarin